# Nízkouhlíková budova
Nízkouhlíkové budovy jsou budovy navržené a zkonstruované tak, aby během své existence uvolňovaly jen velmi málo uhlíku, nebo dokonce žádný.

## Budovy a změna klimatu
Budovy samotné odpovídají za 38 % všech emisí skleníkových plynů (20 % budovy na bydlení, 18 % komerční stavby). Je to průmyslové odvětví, které nejvíce přispívá ke globálnímu oteplování.
Podle Mezivládního panelu pro změnu klimatu (IPCC) je to však také odvětví, které otevírá nákladově nejefektivnější příležitosti ke snižování emisí skleníkových plynů.

## Co jsou nízkouhlíkové budovy?
Nízkouhlíkové budovy (LCB) jsou budovy, které jsou speciálně navrženy s ohledem na snížení emisí skleníkových plynů. Podle definice je LCB budova, která generuje podstatně méně skleníkových plynů než běžné budovy.
Neexistuje prahová hodnota emisí, podle které by se budova kvalifikovala jako nízkouhlíková. Abychom však byli skutečně "neutrální v oblasti změny klimatu", musela by nízkouhlíková budova, ve srovnání s tradičními budovami dosáhnout alespoň 80 % snížení emisí skleníkových plynů. Podle Sternovy zprávy o ekonomice změny klimatu by naše emise musely být sníženy o 80 % ve srovnání se současnými úrovněmi, aby nedošlo k překročení přirozené kapacity Země k odstranění skleníkových plynů z atmosféry. Pro srovnání, běžná budova uvolňuje během své životnosti zhruba 5000 kgCO2e/m2 (ačkoli se hodně liší v závislosti na typu projektu a jeho umístění).

## Nízkouhlíkové technologie pro budovy
Skleníkové plyny jsou uvolňovány do atmosféry během každé fáze životnosti budovy:
- stavba budovy,
- provoz budovy
- rekonstrukce a odstranění budovy

Výpočty snížení emisí skleníkových plynů by měly zohledňovat všechny fáze životnosti budovy: výstavba (včetně rekonstrukce a odstranění) a provoz.

### Konstrukce
Emise skleníkových plynů spojené se stavbou budov přicházejí převážně z:
1. Výroba materiálů (např. beton)
2. Přeprava materiálů
3. Přeprava odpadů z demolice
4. Zpracování odpadů z demolice

Stavba, renovace a odstranění budovy jsou v průměru zodpovědné za emise 1000-1,500 kg CO2e/m2 (přibližně 500 kgCO2e/m2 pro samostatnou stavbu).
Strategie přijaté ke snížení emisí skleníkových plynů během výstavby zahrnují:
1. snížení množství použitých materiálů
2. výběr materiálů s nízkými emisními faktory (např. recyklované materiály),
3. výběr dodavatelů materiálů co nejblíže ke stavbě,
4. recyklace demoličních odpadů místo skládkování nebo spalování.

### Provoz
Emise skleníkových plynů související s provozem budov přicházejí převážně z:
1. spotřeby elektřiny,
2. spotřeby fosilních paliv pro výrobu elektřiny, teplé vody, tepla apod. pro budovu,
3. čištění odpadních vod generovaných v budově,
4. zpracování pevných odpadů generovaných v budově,
5. průmyslových procesů umístěných v budově.

V závislosti na oblasti, v níž je budova umístěna, a na energetickém mixu, který budova odebírá, se provozní emise mohou pohybovat od 0 do více než 100 kgCO2e/m2 ročně, nízkouhlíkové budovy obvykle nepřekračují emise 10 kgCO2e/m2 za rok.
Strategie snížení emisí skleníkových plynů během provozu nízkouhlíkové budovy zahrnují:
1. snižování spotřeby energie,
2. přechod na obnovitelné zdroje energie.

## Nepřímé snižování emisí skleníkových plynů
Pro budovy jsou k dispozici tři hlavní zdroje nepřímých snížení emisí skleníkových plynů:
1. použití zelená energie,
2. uhlíkové kompenzace,
3. snížení emisí skleníkových plynů prodejem čisté elektřiny vyráběné přímo na místě zpět do sítě.

Tato snižování emisí skleníkových plynů mohou vlastníci budov využívat ke snížení emisí, které nelze snížit jinak, k dosažení specifického cíle v oblasti skleníkových plynů, například "uhlíkové neutrality".
Poznámka: emise skleníkových plynů z budovy by měly být vždy zaznamenány v přehledu skleníkových plynů bez ohledu na nepřímé snížení emisí skleníkových plynů. Obchody s emisemi skleníkových plynů by měly být uváděny samostatně v jiné části přehledu skleníkových plynů. Z tohoto důvodu se doporučuje snížit emise budov tím, že se použijí strategie uvedené v předchozích odstavcích spíše než používání obchodů s emisemi skleníkových plynů.

## Nízkouhlíkové budovy dnes
Nízkouhlíkové budovy, jako součást "zeleného stavebnictví", se velmi rychle rozvíjí. Mezi nedávné příklady patří:
- Aldo Leopold Foundation Headquarters, Fairfield (USA)
- Kroon Hall, Lesní a environmentální škola Univerzity Yale (USA)
- Centrum udržitelných energetických technologií, University of Nottingham, NingBo (Čína)
- Mud Decisions, Bangalore (Indie)

## Existující standardy pro nízkouhlíkové budovy
V zahraničí existuje Metoda nízkouhlíkových budov TM 2011, stavba budov, zjednodušená metodika pro odhad emisí skleníkových plynů ze stavebnictví.